# Liste der Kulturdenkmäler in Mürlenbach
In der Liste der Kulturdenkmäler in Mürlenbach sind alle Kulturdenkmäler der rheinland-pfälzischen Ortsgemeinde Mürlenbach einschließlich des Ortsteils Weißenseifen aufgeführt. Grundlage ist die Denkmalliste des Landes Rheinland-Pfalz (Stand: 17. Juli 2023).

## Denkmalzonen
| Bezeichnung              | Lage          | Baujahr         | Beschreibung | Bild                           |
| ------------------------ | ------------- | --------------- | --- | ------------------------------ |
| Denkmalzone Bertradaburg | Burgring Lage | 14. Jahrhundert | mittelalterliche Höhenburg mit Palas, Torburg und hufeisenförmigen Bastionen; im 14. Jahrhundert erstmals erwähnt, heute Ruine; erhalten Torburg mit zwei Rundtürmen und Zwischenbau; unter neuzeitlichem Wohnhaus Keller des ehemaligen Saalbaus, Reste zweier Bastionen, um 1589 | weitere Bilder Fotos hochladen |

## Einzeldenkmäler
| Bezeichnung                       | Lage                                                                  | Baujahr                     | Beschreibung | Bild                           |
| --------------------------------- | --------------------------------------------------------------------- | --------------------------- | --- | ------------------------------ |
| Hofanlage                         | Alte Straße 11 Lage                                                   | Anfang des 19. Jahrhunderts | Hofanlage; Putzbau, wohl vom Anfang des 19. Jahrhunderts, teilweise angebaute, teilweise freistehende Wirtschaftsgebäude, altes Hofpflaster | Fotos hochladen                |
| Katholische Pfarrkirche St. Luzia | Birresborner Straße Lage                                              | 1923/24                     | barocker Saalbau, integriert in dreischiffigen barockisierenden Neubau, 1923/24; Schaftkreuz, bezeichnet 1756                               | weitere Bilder Fotos hochladen |
| Altes Burghaus                    | Burgring 8 Lage                                                       |                             | Haus über hohem Kellergeschoss, Bruchstein, teilweise verputzt                                                                              | Fotos hochladen                |
| Wohnhaus                          | Hardter Weg 2 Lage                                                    | 1768                        | dreigeschossiges Wohnhaus mit schmalerem Vorbau, bezeichnet 1768, Pumpbrunnen, bezeichnet 1765                                              | Fotos hochladen                |
| Portal                            | Im Mühlenpesch, an Nr. 3 Lage                                         | 1746                        | barocker Oberlichteingang, bezeichnet 1746                                                                                                  | Fotos hochladen                |
| Pfarrhaus                         | Meisburger Straße 4 Lage                                              | 1763                        | ehemaliges Pfarrhaus; repräsentatives barockes Wohnhaus, Nebengebäude; Gesamtanlage                                                         | Fotos hochladen                |
| Takenplatte                       | Schönecker Straße, in Nr. 1 Lage                                      | 1745                        | Takenplatte, bezeichnet 1745 | BW                             |
| Hofanlage                         | Schönecker Straße 7 Lage                                              | um 1800                     | Streckhof, Fachwerkbau, teilweise massiv, um 1800                                                                                           | Fotos hochladen                |
| Wegekreuz                         | Schönecker Straße, Ecke Am Remelsbach Lage                            | 1671                        | Schaftkreuz, bezeichnet 1671, Abschlusskreuz vom Ende des 19. oder Anfang des 20. Jahrhunderts                                              | Fotos hochladen                |
| Hof Grindelborn                   | südöstlich des Ortes an der L 16 Lage                                 | um 1910/20                  | Hofanlage, Landhausstil, um 1910/20 | Fotos hochladen                |
| Wegekreuz                         | nordöstlich des Ortes am Weg nach Hardt; Flur Auf Schmittsberg Lage   | 1758                        | Schaftkreuz, bezeichnet 1758 | Fotos hochladen                |
| Franzosenkreuz                    | südöstlich des Ortes; Distrikt Auf der Hundskaul an der Grünheld Lage | 1666                        | Wegekreuz; Balkenkreuz, Sandstein, bezeichnet 1666                                                                                          | Fotos hochladen                |
| Wegekreuz                         | südöstlich des Ortes an der L 16 Lage                                 | 1671                        | Schaftkreuz, Rotsandstein, bezeichnet 1671                                                                                                  | Fotos hochladen                |
| Wegekreuz                         | westlich des Ortes; Distrikt Im Wolfshaus Lage                        | 1843                        | Sockelkreuz, bezeichnet 1843 | Fotos hochladen                |
| Wegekreuz                         | westlich des Ortes im Wald; Distrikt Auf dem Prümerberg Lage          | 1682                        | Balkenkreuz, Holz, bezeichnet 1682 | Fotos hochladen                |
| Quereinhaus                       | Weißenseifen, Dorfstraße 8 Lage                                       | 1835                        | Quereinhaus, bezeichnet 1835, altes Hofpflaster                                                                                             | Fotos hochladen                |